# Министерство финансов Египта
Министерство финансов Египта отвечает за повышение темпов экономического роста и создание рабочих мест, тем самым способствуя повышению уровня жизни человека и общества в целом. С марта 2016 года его возглавляет министр финансов Египта Амро аль-Гархи.

## Цели
Целью Министерства финансов является разработка финансовой политики и планов государства, координация бюджетов, оптимизация расходов правительства и развитие налоговых поступлений в целях достижения экономических и социальных целей.

### Политическая роль
- Предложение бюджетно-налоговой политики с целью достижения целей экономического и социального развития.
- Разработка планов и программ, касающихся финансовых аспектов для обеспечения достижения национальных целей.
- Подготовка черновых проектов бюджета и их продвижение заинтересованным органам власти.

### Надзорная роль
- Надзор за осуществлением государственного бюджета после его ратификации, а также оценка результатов для обеспечения достижения общего плана государства.
- Практика наблюдения, контроля и технического надзора за финансовыми и бухгалтерскими системами.
- Планирование и последующая закупка и продажа административного аппарата государства и его государственных органов.

### Законодательная роль
- Изучение финансового законодательства и выражение мнения по вопросам законодательства, подготовленных другими министерствами, которые влекут за собой новые финансовые тяготы казначейства.
- Проведение исследований по бюджетно-налоговой политике в свете финансового и экономического развития как внутреннего, так и внешнего.
- Участие в обзоре всех международных конвенций, касающихся грантов и кредитов.
- Проведение необходимых законодательных исследований в сочетании с соответствующими органами для связывания генерального плана государства с финансовыми планами в местной и иностранной валюте.

### Исполнительный роль
- Измерение финансовых ресурсов и объединение остаточного дохода и общих резервов.
- Оценка, последующие меры и сбор государственных ресурсов и все, что поручено министерству.
- Контроль государственной казны и контроль проведения ценных бумаг и денежных средств (пять и десять пиастров), а также чеканка различных монет.
- Контроль Национального инвестиционного банка.
- Управление и ликвидация средств присужденных государством в соответствии с законами о национализации и содержании под стражей или в соответствии с судебными положениями о ценностях.